# 9692 Kuperus
9692 Kuperus è un asteroide della fascia principale. Scoperto nel 1960, presenta un'orbita caratterizzata da un semiasse maggiore pari a 2,4320815 UA e da un'eccentricità di 0,1892988, inclinata di 2,54233° rispetto all'eclittica.